# Schwerdorff
Schwerdorff är en kommun i departementet Moselle i regionen Grand Est (tidigare regionen Lorraine) i nordöstra Frankrike. Kommunen ligger i kantonen Bouzonville som tillhör arrondissementet Boulay-Moselle. År 2022 hade Schwerdorff 472 invånare.

## Befolkningsutveckling
Antalet invånare i kommunen Schwerdorff
| Referens: INSEE |